# Picenți
Picenții, picenii sau picentini au fost un popor italic⁠(d) antic care a existat între secolele IX și III î.Hr., în zona dintre râurile Foglia⁠(d) și Pescara, situată la vest de Apenini și la est de coasta Adriaticii. Teritoriul lor, cunoscut sub numele de Picenum, includea întreaga regiune modernă Marche, dar și partea de nord a Abruzzo. 
Picenții erau înrudiți cultural și genetic cu cultura Cetina din Epoca Bronzului Timpuriu, situată pe celălalt mal al Mării Adriatice, dar și cu cultura Hallstatt din Epoca Bronzului Târziu, dezvoltată de-a lungul Dunării.
Limitele regiunii antice Picenum sunt interpretate diferit în funcție de epocă. Astfel, în timpul antichității clasice timpurii, zona dintre Apenini și Marea Adriatică, la sud de Ancona era considerată ca fiind Picenum (locuit de picenii de sud), în timp ce între Ancona și Rimini, mai la nord populația era multietnică (alcătuită totuși în principal din piceni de nord). Această caracteristică multiculturală a Picenumului de Nord i-a fost dată de asimilarea, după 390 î.Hr., de către galii senoni, a populațiilor italice anterioare. 
În Republica Romană, partea de coastă a Picenumului de Nord a fost numită Ager Gallicus.

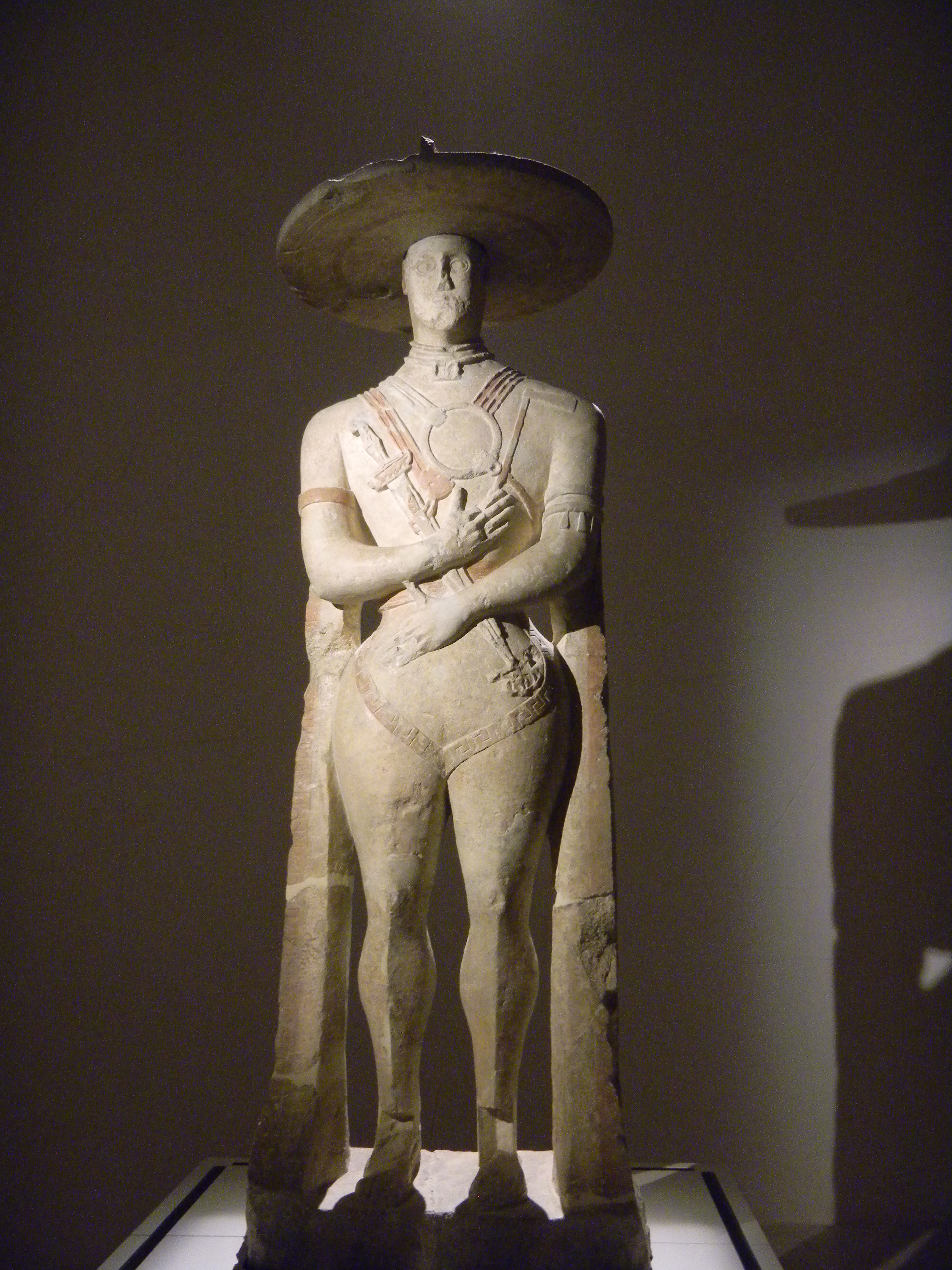
Statue of the at Chieti Museum.

## Istorie
Este posibil ca picenții să fi fost coloniști sabini, deși această interpretare este controversată în știința modernă, care vede picenții de sud mai strâns legați de sabelieni. Acest consens este bazat pe dovezi genetice ale descendenței lor din popoare ale stepei și pe faptul că artefacte aparținând culturii Bell Beaker, găsite în centrul Italiei, au fost datate ca fiind folosite încă din 1600 î.Hr. Cultura picentină apare începând cu secolul al IX-lea. î.Hr., conform descoperirilor arheologice.
Picenii nu aveau o organizare statală, neavând nicio așezare dominantă ca număr de locuitori și, prin urmare, neavând nevoie nici de o capitală. În 390 î.Hr., senonii, un trib galic, au invadat Peninsula Italică dinspre nord și au ocupat Picenum, la nord de râul Esino. Astfel, vechiul echilibru de putere din regiune a suferit schimbări drastice. 
Dovezile arheologice arată că grupuri de senoni s-au stabilit inclusiv mult mai la sud de acest râu, în zona orașului Macerata și chiar pe lângă Ascoli, fiind descoperite urme arheologice ale acestora în localitățile Filottrano, San Genesio, Matelica și Offida.

Popoarele din nordul Italiei între secolele IV-III î.Hr.

### Epoca Romană
În 299 î.Hr., romanii au capturat Nequinum și, prin urmare, au încheiat și un tratat de pace cu picenții. În 297 î.Hr., aceștia au avertizat Senatul Roman că au fost abordați de samniți, propunându-le o alianță în contextul noilor ostilități dintre aceștia și Roma, act diplomatic pentru care Senatul le-a mulțumit.

#### Războiul Picentin
În jurul anului 290 î.Hr., romanii absorbiseră teritoriul pretuzilor, întins la sud de Picenum. Noua cucerire a fost urmată de o serie de victorii, obținute cu ajutor picentin, împotriva senonilor, care au fost expulzați de pe coasta regiunii în 283 î.Hr., iar astfel, în același an, zona a intrat în Ager Publicus (pământ al statului roman). Romanii au făcut ulterior, din Sena Gallica, care era cea mai mare așezare din noul teritoriu, o colonie, și plănuiau construcția unei alteia, puțin mai la nord. În urma acestei expansiuni persistente și de neoprit a Romei în jurul teritoriului lor, picenii au realizat că au ajutat o mare putere să-i înconjoare și, prin urmare, au rupt alianța. În 269 î.Hr. s-au revoltat și au început Războiul Picentin.
Consulii Appius Claudius Russus și Titus Sempronius Sophus au fost trimiși de Senat în Picenum. Titus a intrat în regiune prin valea râului Tronto, în timp ce Appius a intrat prin Umbria, coborând în valea Potenției, prin trecătoarea Pioraco și ocupând așezarea fortificată de la Camerin. Pentru a uni cele două forțe într-o singură armată, consulii au continuat campania invadând mai întâi teritoriile de pe lângă Agro Palmense, astfel încât să se poziționeze între teritoriile nordice și cele sudice ale Picenumului. Titus și-a condus trupele prin valea râului Aso, evitând un atac frontal asupra orașului Asculum, care ar fi întârziat foarte mult campania. După ce a învins trupele picene la Interamnia, a ajuns în zona actualului Ortezzano, dar, între timp, adversarii acestuia se regrupaseră pe râul Truento, cu o armată puternică; astfel, consulul a trebuit să se întoarcă și să învingă armata reorganizată a picentinilor, în valea aceluiași râu, încetinindu-și înaintarea. Înainte de a începe bătălia, un cutremur masiv a zguduit pământul, panicând oamenii din ambele tabere; primii care au început, însă, să avanseze, au fost romanii, întrucât consulul i-a convins că evenimentul seismic a fost un semn favorabil Romei și că, după bătălie, va ridica un templu în Tellure. Odată depășită teama inițială, calmul a revenit și printre rândurile picenilor, iar ciocnirea care a urmat a fost atât de violentă încât puțini au supraviețuit bătăliei, de ambele părți. Prin urmare, rezultatul dezastruos al luptei i-a foțat pe piceni să ceară pace. Pentru Roma, victoria împotriva picenilor a fost atât de importantă încât, pe lângă faptul că s-a acordat un triumf consulilor, Senatul a decis să bată, pentru prima dată în istoria statului roman, monede memoriale de argint.

Distribuția lingvistică aproximativă în Peninsula Italică și împrejurimi, în sec. VI î.Hr.

Ancona și-a păstrat statutul de civitas foederata (oraș aliat), în timp ce Asculum l-a dobândit imediat după război, dar restul Picenumului a fost anexat și parțial romanizat, orașele acestuia primind statutul de civitas sine suffragio (oraș fără drept de vot) și apoi civitas optimo iure (oraș cu drepturi la proprietate și mariaj), în 268, respectiv 241 î.Hr. Romanii au mai fondat două colonii în regiune: Ariminum în 268 și Firmum în 264, iar, între acești ani, o parte din populația picentină a fost deportată înspre mai multe zone din Italia. Astfel, locuitorii din Ortona au fost plasați pe malurile Lacul Fucino, iar alții au fost trimiși ca și coloniști în Marsica, Campania, fiindu-le oferit pământ la Paestum și pe râul Silarus, fiind de asemenea ajutați să construiască orașul Picenția. De asemenea, romanii au plasat o garnizoană permanentă la Salernum pentru a supraveghea locuitorii rămași. Strabon relatează că în timpul vieții sale (64 î.Hr. – c. 24 d.Hr.), picenții au părăsit orașul în favoarea satelor mai împrăștiate din zona înconjurătoare acestuia.  Ptolemeu relatează că, în secolul al II-lea d.Hr., o populație de picentini se afla încă la Salernum și Surentum.

### Mitologie
Există o legendă, conform căreia o ciocănitoare i-a condus pe picentini spre regiunea omonimă, formându-se astfel o etimologie populară a etnonimului lor, care ar însemna „oamenii ciocănitoarei”. Din acest motiv, ciocănitoarea verde este emblema modernă a regiunii Marche.

## Cultură
Săpăturile arheologice din regiunea istorică Picenum au oferit multe informații despre cultura acesteia din timpul epocii fierului. Mormintele excavate în Novilara, din cimitirele Molaroni și Servici, arată că picenii îngropau trupurile decedaților, acestea fiind învelite în hainele pe care le-au purtat în timpul vieții.
Războinicii erau îngropați cu o cască, arme și vase pentru mâncare și băutură. Mărgelele de sticlă îngropate odată cu aceștia, obiecte din os, fibule și bijuterii din chihlimbar par să demonstreze că a existat un comerț activ în secolele al IX-lea și poate al X-lea î. Hr., pe coasta Adriaticii, cu materiale prețioase. În mormintele femeilor există o mare abundență de ornamente din bronz și fier. Originile acestor obiecte pot arăta, de asemenea, că picenii se orientau spre sud și est pentru dezvoltarea lor economică.
Mormintele militare par să arate că picentinii erau un popor războinic. Mormântul fiecărui bărbat conținea, mai mult sau mai puțin, o ținută completă de soldat, iar cea mai frecventă armă erasulița. Săbiile acestora par a fi importate din Balcani.

## Limbă
La sud de Ancona a fost vorbită inițial o limbă a grupului umbrian, astăzi numită picenă de sud, care este atestată în principal doar prin inscripții. La nord de Ancona, în jurul orașului Pesaro, o limbă non-italică, denumită picenă de nord și scrisă într-o versiune a scriptului italic vechi, este atestată de patru inscripții (dintre care trei sunt foarte scurte). Atât semnificația inscripțiilor, cât și relația dintre aceasta și alte limbi rămân necunoscute. Există dovezi fonologice că picena de nord a fost legată mai strâns de familia limbilor indo-europene (decât de apropiata etruscă, spre exemplu).